# 대륙아주
법무법인 대륙아주(DR & AJU)는 대한민국 서울특별시에 사무실을 두고 있는 대한민국 대형 국제로펌이다. 2009년 법무법인 대륙과 법무법인 아주가 합병한 후 2020년 현재 200명 이상의 변호사와 30여명의 전문위원·고문이 소속되어 있다. 2019년 <한경비즈니스>가 선정한 베스트로펌 8위에 이름을 올리기도 했으며 보통 대한민국 10大 로펌 중 하나로 꼽힌다.

## 개요
현재 대륙아주 소속 변호사는 한국 변호사 기준으로 200명 이상으로 집계 돼 있으며, 외국 변호사는 15명이 소속돼 있다. 미국, 영국, 중국, 러시아 변호사 등이 합류한 상태다.
총 41개의 전문팀이 구성돼 법률 활동을 하고 있으며 79개 분야에 대한 법률 서비스를 제공하고 있다.
대륙아주는 “서두르지 않고 기본을 튼튼히 하면서 꾸준하게 성장하자”는 기업 이념을 모토로 꾸준한 성장세를 보여왔고, 최근에는 글로벌 로펌으로 도약하기 위해 세계적인 로펌 테일러베싱(TaylorWessing)과 협력 관계를 구축한 바 있다. 또 16개국 아시아 국가 도시에 소재한 로펌들의 협력체인 아세안플러스 그룹을 창립하고 운영을 주도하고 있는 상태다.

## 역사

### 법무법인 대륙
1992년 3월 서울대 경제학 출신 김대희 변호사가 ‘김대희 변호사 법률사무소’를 개업했다. 김대희 변호사 법률사무소는 2년 후인 1994년 검사출신 함승희 변호사가 합류하면서 ‘함&김’으로 다시 문을 열었다. 기업법무에 특화한 함&김 법률사무소는 1996년 4월 법무법인을 구성하여 ‘대륙’이란 이름을 내걸었고 2002년도에는 북경, 런던, 뉴욕에 해외 사무소를 설립했다. 법무법인 대륙은 1997년 아시아 금융위기로부터 탄생하여 CRC(Corporate Restructuring Company)로 알려진 기업구조조정 전문회사를 개척하는데 많은 기여를 했고 부동산투자신탁(REITs) 분야에서도 활약을 이어갔다. 법무법인 대륙은 1997년 8월  대한항공 801편의 괌 추락사고 피해자를 대리해 미국 정부로부터 거액의 합의금을 받아낸 사례로 명성을 떨쳤다.

### 법무법인 아주
1993년 3월 김진한 변호사가 아주종합법률사무소를 설립했다. 김진한 변호사는 1997년 아시아 금융위기 여파로 어려움을 겪은 여러 기업들의 파산관재인으로 선임되어 국내 최고의 ‘도산법’ 전문가로 인정받았다. 김진한 변호사는 도산 및 기업조정 분야에서 경험을 쌓은 후 기업인수·합병(M&A), 금융 및 기타 분야의 미국, 영국, 호주, 러시아, 우즈베키스탄, 카자흐스탄 등 여러 타국 법률전문가들을 영입해 2007년 중앙아시아 및 동부 유럽에 사무실을 개설하는 목표를 달성했다. 국내 업무 또한 법원 판사부에서 국내 최고 파산관재인으로 인정한 김진한 대표변호사 지휘아래 급성장을 경험하였고 현재 10대 로펌으로 거듭난 법무법인 대륙아주의 기반이 되었다.

### 법무법인(유한) 대륙아주
2009년 법무법인 대륙과 법무법인 아주가 2007-2008년 세계 금융 위기로 인한 대규모 금융위기에 불구하고 확장을 이어가기 위해 합병을 진행하여 ‘법무법인 대륙아주’로 서울시 강남구에 문을 열었다. 법무법인 대륙아주는 현재 국내 및 중앙아시아의 기업, 민사, 공정, 건설·부동산 등 여러 분야의 법률서비스를 제공한다. 대륙아주는 ‘데이빗과 골리앗’으로 알려진 작은 케이스에서 약자를 대변하는 것으로 알려져 있다. 대륙아주는 지난 2014년 영국-독일 합작 대형 로펌 Taylor Wessing과 ASEAN Plus Group에 가입하여 국내는 물론 싱가포르, 인도네시아, 베트남, 필리핀, 태국, 대만, 및 말레이시아의 현지 로펌에서 활동하는 750명 이상의 전문가들의 법률서비스를 제공한다.

## 사무소
- 서울사무소: 서울 강남구 테헤란로 317 동훈타워 7,8,10-16층

## 법인연혁

### 출범
- 1994. 법무법인 아주 설립
- 1996. 법무법인 대륙 설립

### 성장(1990s)
- 97년 대한항공 801편 괌 추락사고 피해자를 대리하여 미국 정부를 상대로 승소
- 90년대말 업계 내 최초 도산법 전문가로 등장(서비스뱅크 파산 관재업무 수행, 우성건설, 굿모닝시티 등 국내 굴지 기업 구조조정 수행)
- 최근 한진해운 구조조정 수행하며 국내 최고 기업구조조정 전문 로펌으로 성장
- IMF 경제위기 이후 국내 최초의 화의신청, 기업구조조정전문회사/부동산투자회사/사모투자펀드 등의 입법과정, 관련 법인의 설립과정 관여 등 새로운 경제제도 마련

### 도전(2000s)
- 국내 로펌 최초로 중국 상해와 유라시아 6개국(몽골, 러시아, 카자흐스탄, 우즈베키스탄, 오스트리아, UAE) 진출
- 영국(런던), 동남아시아(베트남, 캄보디아, 말레이시아), 미국(뉴욕) 진출
- 법무법인 대륙아주 합병 및 법무법인(유한)으로 조직 변경
- 글로벌 로펌 Taylor Wessing과 업무협약 및 ASEAN+ 그룹 창설

### 도약
- 2017 ALB Korea Law Awards '올해의 해상 로펌' 수상
- 2017 Legal 500 '국제 중재' 분야 선정(Tier 3)
- 2017 Chambers & Partners '은행/금융', '구조조정' 분야 선정(Band 4)
- 2018 ALB Korea Law Awards '올해의 해상 로펌' 수상
- 국내 로펌 최초로 AI 변호사 도입
- 2018 IFLR 1000 기업인수합병, 구조조정 분야 선정(Other Notable Firms)
- 2018 Asialaw' 은행&금융, 기업인수합병 분야 선정(Notable)
- 한경비즈니스 '2019 베스트 로펌' 8위 선정
- 대한변호사협회 우수 실무수습(신입변호사) 법률사무종사기관 선정
- 2019 Legal 500 기업인수합병, 국제 중재, 해상 분야 선정(Tier 4)

## 언론보도
- 기업구조재펀 태스크포스(TF)는 기업의 위기진단부터 해법 모색, 사후 관리까지 돕는 '기업 주치의'로 국내 기업성장을 돕고 있다.[15]
- 대륙아주 세무팀은 원스톱 법률서비스로 법률시장 조세 파트에서 뚜렷한 성과를 보이고 있다.[16]
- AI 변호사를 국내 최초 도입한 로펌이다.
- 법률신문 [로펌 입사하기]에 예비 입사자들이 참고할만한 채용 담당자들의 인터뷰가 있다.[17]

## 사회공헌
- '청소년 법률상담센터 보관됨 2020-10-20 - 웨이백 머신'를 운영중이다 (2019~)[18]
- 다른 로펌들과 함께 대한민국의 위기를 이겨내자는 취지에서 코로나19 피해지원(5,000만원)을 했다.
- 항공기 결함지연 소비자 피해 공익소송 수행을 통해 소비자에게 큰 도움이 되었다.
- 매년 겨울 임직원들 모두가 연탄 봉사를 정기적으로 한다.

## 조직
- 소속: 변호사 200명 이상, 전문위원 및 고문 30여명[19]
- 법률서비스 분야: 대륙아주가 제공하는 법률서비스 분야는 다음과 같다.

기업법무
· 기업인수합병(M&A)
· 기업일반자문
· 경영권분쟁
· 기업지배구조/지주회사
· 부패방지/준법경영
· 인사/노무
· 기업구조조정/회생/파산
· 기업승계

공정거래
· 시장지배적 지위 남용
· 기업결합
· 부당공동행위(카르텔)
· 불공정 거래행위
· 기업집단규제
· 하도급 거래
· 방문(다단계) 판매/통신판매
· 공정거래 분쟁

금융
· 금융일반
· 금융관련 규제 및 인허가
· 사모투자(PEF, 벤처캐피탈 등)
· 자산운용 및 집합투자
· 자본시장 및 기업금융
· SOC 및 프로젝트 파이낸스(PF)
· 파생상품 거래
· 보험
· 증권
· 기업공개(IPO) 및 증권 발행

지식재산
· 특허/상표·상호/디자인권
· 저작원
· 부정경쟁 방지
· 영업비밀 보호
· 개인정보 보호
· 라이선스 협상 및 계약
· TMT
· 스포츠/엔터테인먼트

형사
· 형사소송(법원)
· 수사대응 및 자문(검찰, 경찰 등)

조세/관세
· 조세쟁송 및 자문
· 세무조사
· 세무자문
· 관세

소송/중재
· 민사
· 의료환경
· 가사 및 상속 분쟁

행정
· 행정소송 및 자문
· 입법자문
· 공기업, 국가계약, 조달
· 선거법

국제
· WTO/FTA 자문
· 국제중재/외국법원소송
· 외국인투자/해외투자

산업
· 해상/항공
· 건설/부동산
· 재개발/재건축
· 국방/방위산업
· 에너지/인프라
· 바이오테크놀러지(BT)
· AI
· 블록체인
· 엔터테인먼트

지역
· 북한
· 동남아시아/오세아니아
· 일본
· 중국
· 북미
· 아프리카/중동
· 유럽

## 주요인물
- 김석수 고문변호사, 전 대한민국 국무총리 (2002-2003)
- 이규철 대표변호사, 최순실 게이트 관련 특검팀 특검보 (2016~2017)

## 같이 보기
대한민국의 로펌